# Walter Karl Schweickert
Walter Karl Schweickert (* 26. August 1908 in Freiburg im Breisgau; † 27. Dezember 1992 in Leipzig) war ein deutscher Hörspielautor und Schriftsteller.

## Leben
Der Sohn eines Architekten schrieb bereits ab 1925 politische Artikel u. a. bei der Zeitschrift Klassenkampf. Er wurde Angestellter in der Presseabteilung und Dramaturgie einer Berliner Filmfirma und siedelte 1930 nach Leipzig über. Hier wurde er 1932 Mitbegründer und Autor des linksgerichteten Kabaretts „Die Zeitlupe“. Ab 1933 war er kaufmännischer Angestellter in Borna. Im Jahr 1937 trat er der NSDAP bei. Während des Zweiten Weltkriegs war er Wirtschaftsführer des Generalkommissariats in Nikolajew im Reichskommissariat Ukraine.
Ab 1950 war Schweickert als freiberuflicher Schriftsteller tätig. Er zählte zu den erfolgreichsten Hörspielautoren der DDR. Er schrieb außerdem Romane, Kurzgeschichten, Kinderbücher und Fernsehspiele. Sein Monologstück „Herhören hier spricht Hackenberger!“ wurde in mehrere Sprachen übersetzt und erschien 1959 unter dem Titel „Die Akte Hackenberger“ auch als Roman.

## Auszeichnungen
1961 erhielt Schweickert als Mitglied des Kollektivs zur Entwicklung des Hörspiels den Vaterländischen Verdienstorden in Bronze und den Internationalen Hörspielpreis.

## Werke
- Herhören, hier spricht Jesus Hackenberger, Hörspielmonolog mit Willy A. Kleinau, Regie: Werner Wieland, Ursendung: 13. Juli 1951, Mitteldeutscher Rundfunk
- Herhören, hier spricht Hackenberger!, (Zweite Fassung) Hörspielmonolog mit Willy A. Kleinau, Regie: Werner Wieland, Erstsendung: 28. Januar 1954, Berlin I
- Herhören – Hier spricht Georg Richard Hackenberger!, Hörspielmonolog mit Willy A. Kleinau, Schallplattenversion, LITERA 8 60 143
- Es hat einer roten Wein verlangt, Roman, Mitteldt. Verlag, Halle (Saale) 1953
- Der Ochse von Kulm, Roman,  Mitteldt. Verlag, Halle (Saale) 1954 – verfilmt 1955
- Tatort Lehrerzimmer, Mitteldt. Verlag, Halle (Saale) 1960 (Gleichnamiges Theaterstück von Rainer R. Lange, UA am !8. Februar 1964 im Berliner Theater der Freundschaft)
- Die Akte Hackenberger, Verlag der Nation, Berlin 1960
- Groteske Geschichten, Eulenspiegel-Verlag, Berlin 1960
- Frauen wollen erobert werden, Verlag der Nation, Berlin 1962
- Der Señor und die Punkte, Denksportaufgaben, Friedrich Hofmeister, Leipzig 1962
- Nebel, Hörspiel, Dramaturgie: Gerhard Rentzsch, Regie: Fritz-Ernst Fechner, Ursendung: 21. Mai 1964, Berliner Rundfunk
- Fragezeichen und dergleichen, Scherzrätsel, Denksportaufgaben, Eulenspiegel-Verlag, Berlin 1964
- In letzter Sekunde, Altberliner Verlag Lucie Groszer, Berlin 1965
- Hochzeit mit Hindernissen, Eulenspiegel-Verlag, Berlin 1966
- Ich tat es für Jim, Deutscher Militärverlag, Berlin 1966
- Kriminalkommissar K.erzählt, Der Kinderbuchverlag, Berlin 1967
- Der Mann, der Karate kannte, Eulenspiegel-Verlag, Berlin 1968
- Der Mann, der spurlos verschwand, Der Kinderbuchverlag, Berlin 1970

## Hörspiele
- 1957: Mit Gerhard Rentzsch: Der Weihnachtsmann lebt hinterm Mond – Regie: Herwart Grosse (Kinderhörspiel – Rundfunk der DDR)
- 1960: Pickhuhns Geburtstag – Regie: Helmut Hellstorff (Rundfunk der DDR)